# Savoy Records

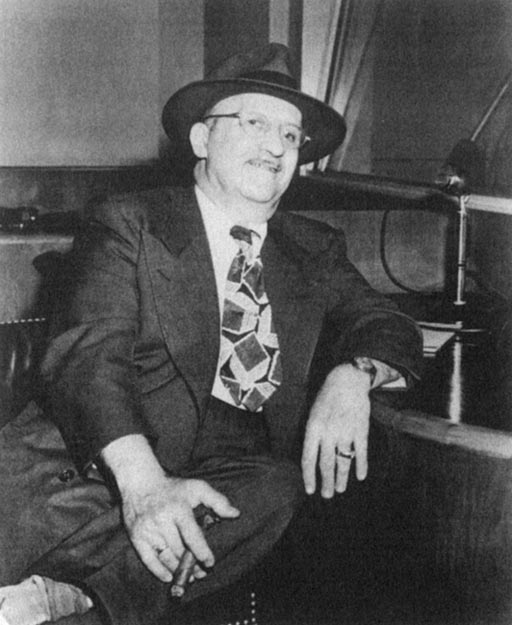
Herman Lubinsky, 1960

Savoy Records – amerykańska wytwórnia płytowa, specjalizująca się w muzyce jazzowej, R&B i gospel. Założona w 1942 w Newark przez Hermana Lubinsky’ego.

## Historia
Wytwórnię założył w 1942 Herman Lubinsky (1886–1974), urodzony w Wielkiej Brytanii właściciel sklepu płytowego i współtwórca pierwszej rozgłośni radiowej w stanie New Jersey, WNJ, powstałej w 1924. Początkowo Savoy wydawała przede wszystkim płyty z muzyką jazzową. W latach 40. w dużym stopniu przyczyniła się do spopularyzowania bebopu w USA. Nagrywali dla niej najwybitniejsi przedstawiciele tego stylu, m.in. Charlie Parker, Dizzy Gillespie, Tadd Dameron i Fats Navarro. W następnym dziesięcioleciu Lubinsky, odpowiadając na wzrost zainteresowania rock and rollem, skoncentrował się na muzyce gospel, wydając płyty z nagraniami najlepszych ówcześnie wykonawców tego gatunku. Prymat Savoy na tym polu umocnił dzięki pozyskaniu do współpracy „Króla Gospel”, pastora Jamesa Clevelanda, i jego Gospel Music Workshop of America. W następnych dziesięcioleciach oferta muzyczna Savoy poszerzyła się o nagrania wykonawców R&B oraz przedstawicieli awangardy jazzowej, takich jak Archie Shepp, Sun Ra i Paul Bley.
W 1974 katalog wytwórni przejęła Arista Records, a w 1984 firma Malaco odkupiła prawa wydawnicze obejmujące, należący do Savoy, materiał z muzyką gospel. Następnie marka „Savoy” była własnością firmy Savoy Label Group, działającej w ramach koncernu Nippon Columbia. Od września 2017 Savoy należy do przedsiębiorstwa Concord Bicycle Music.

## Lubinsky
Herman Lubinsky był osobą konfliktową i słynął ze swej oszczędności. Był bardzo nielubiany zwłaszcza przez czarnych artystów, którzy narzekali na zbyt niskie honoraria, twierdząc że swoje skąpstwo nieudolnie tłumaczy koniecznością cięcia kosztów. Mimo owych niepochlebnych opinii, jego zasługi dla muzyki amerykańskiej są – według tamtejszych komentatorów i historyków kultury – „bezdyskusyjne”. Lubinsky przedstawił szerokiej publiczności grono najwyższej klasy artystów i zarejestrował dla potomności wiele utworów, które bez jego pasji muzycznej, mogłyby zostać zapomniane lub wręcz utracone.

## Wybrani artyści Savoy
Inez Andrews, The Angelic Choir, Erroll Garner, Cannonball Adderley, Art Blakey and the Jazz Messengers, Bill Barron, Big Maybelle, Paul Bley, Alex Bradford, Nappy Brown, Milt Buckner, Solomon Burke, Donald Byrd, Al Caiola, The Caravans, Serge Chaloff, Mattie Moss Clark, James Cleveland, Dorothy Love Coates, John Coltrane, Count Basie Orchestra, Sonny Criss, Tadd Dameron, Miles Davis, The Davis Sisters, Varetta Dillard, Bill Dixon, Kenny Dorham, Billy Eckstine, Booker Ervin, Tommy Flanagan, Curtis Fuller, The Four Buddies, Stan Getz, Dizzy Gillespie, Dexter Gordon, Gospel Music Workshop of America, Tiny Grimes, Gigi Gryce, Lenny Hambro Quintet, Wilbur Harden, Wilbert Harrison, Milt Jackson, The Jive Bombers, J.J. Johnson, Pete Johnson, Hank Jones, Yusef Lateef, Herbie Mann, Roberta Martin, Donnie McClurkin, Big Jay McNeely, Jimmy McPartland, Marian McPartland, Charles Mingus, Modern Jazz Quartet, Charles Moffett, Hank Mobley, Lee Morgan, Fats Navarro, Dorothy Norwood, Tiger Onitsuka, Charlie Parker, Art Pepper, Boyd Raeburn, Steve Reynolds, Perry Robinson, Jimmy Scott, George Shearing, Archie Shepp, Hal Singer, Southern California Community Choir, Sun Ra, The Temptations, Lennie Tristano, Donald Vails, Albertina Walker, Clara Ward, Joe Williams, Paul Williams, Ralph Willis, Kai Winding, Lester Young.

## Filie Savoy Records
- Acorn Records (1949–1951)
- Gospel Records (1958–197o)
- Regent Records (1947–1964)
- Sharp Records (1960–1964)